# A Murdoch nyomozó rejtélyei epizódjainak listája
Ez a lista a Murdoch nyomozó rejtélyei (Murdoch Mysteries) című kanadai sorozat epizódjait tartalmazza. A sorozatot elsőnek Magyarországon a Story4 mutatta be 2010. július 10-én.

## Évados áttekintés
| Évad | Évad | Részek száma | Eredeti sugárzás     | Eredeti sugárzás    | Eredeti adó          | Magyar sugárzás      | Magyar sugárzás    | Magyar adó |
| Évad | Évad | Részek száma | Évadbemutató         | Évadzáró            | Eredeti adó          | Évadbemutató         | Évadzáró           | Magyar adó |
| ---- | ---- | ------------ | -------------------- | ------------------- | -------------------- | -------------------- | ------------------ | ---------- |
|      | 1.   | 13           | 2008. január 20.     | 2008. április 13.   |                      | 2010. július 10.     | 2010. november 22. |            |
|      | 2.   | 13           | 2009. február 10.    | 2009. május 27.     | 2011. március 14.    | 2011. június 6.      |                    |            |
|      | 3.   | 13           | 2010. március 14.    | 2010. június 13.    | 2011. június 20.     | 2011. augusztus 5.   |                    |            |
|      | 4.   | 13           | 2011. június 7.      | 2011. augusztus 31. | 2011. szeptember 19. | 2011. december 12.   |                    |            |
|      | 5.   | 13           | 2012. június 6.      | 2012. augusztus 28. | 2013. január 28.     | 2013. április 28.    |                    |            |
|      | 6.   | 13           | 2013. január 7.      | 2013. április 15.   |                      | 2014. február 15.    | 2014. március 29.  |            |
|      | 7.   | 18           | 2013. szeptember 30. | 2014. április 7.    | 2015. február 16.    | 2015. június 29.     |                    |            |
|      | 8.   | 18           | 2014. október 6.     | 2015. március 30.   | 2015. augusztus 31.  | 2015. december 28.   |                    |            |
|      | 9.   | 19           | 2015. október 5.     | 2016. március 21.   | 2016. szeptember 4.  | 2017. január 1.      |                    |            |
|      | 10.  | 19           | 2016. október 10.    | 2017. március 20.   | 2019. május 6.       | 2019. szeptember 25. |                    |            |
|      | 11.  | 19           | 2017. szeptember 25. | 2018. március 19.   | 2019. szeptember 26. | 2019. október 21.    |                    |            |
|      | 12.  | 18           | 2018. szeptember 24. | 2019. március 4.    | 2019. október 22.    | 2019. november 14.   |                    |            |
|      | 13.  | 18           | 2019. szeptember 16. | 2020. március 2.    | 2020. szeptember 11. | 2020. október 6.     |                    |            |
|      | 14.  | 11           | 2021. január 4.      | 2021. március 15.   | 2021. május 3.       | 2021. július 19.     |                    |            |
|      | 15.  | 24           | 2021. szeptember 13. | 2022. április 11.   | 2022. április 4.     | 2022. június 20.     |                    |            |
|      | 16.  | 24           | 2022. szeptember 12. | 2023. április 10.   | 2023. május 30.      | 2023. november 7.    |                    |            |
|      | 17.  | 24           | 2023. október 2.     | 2024. április 8.    | 2024. április 22.    |                      |                    |            |
|      | 18.  | 22           | 2024. szeptember 30. | 2025. április 14.   | 2025. április 27.    |                      |                    |            |
|      | 19.  | 21           | 2025.                | 2026.               |                      |                      |                    |            |

## Epizódok

### Televíziós filmek (2004–2005)
| #  | Cím                     | Rendező         | Író                                                                                 | Premier              |
| -- | ----------------------- | --------------- | ----------------------------------------------------------------------------------- | -------------------- |
| 1. | Except the Dying        | Michael DeCarlo | Janet MacLean                                                                       | 2004. május 13.      |
| 2. | Poor Tom Is Cold        | Michael DeCarlo | Történet: Cal Coons és Jean Grieg Tévéjáték: Cal Coons, Jean Grieg és Janet MacLean | 2004. szeptember 12. |
| 3. | Under the Dragon’s Tail | John L’Ecuyer   | Janet MacLean                                                                       | 2005. szeptember 8.  |

### 1. évad (2008)
| Sor. | Év. | Cím                                                   | Rendező        | Író                            | Premier                               |
| ---- | --- | ----------------------------------------------------- | -------------- | ------------------------------ | ------------------------------------- |
| 1.   | 1.  | Praktikák (Power)                                     | Farhad Mann    | R.B. Carney                    | 2008. január 20. 2010. július 10.     |
| 2.   | 2.  | A jégverem (The Glass Ceiling)                        | Shawn Thompson | Jean Greig és Cal Coons        | 2008. január 27. 2010. július 17.     |
| 3.   | 3.  | A K.O. (The Knockdown)                                | Shawn Thompson | Alexandra Zarowny              | 2008. február 3. 2010. július 24.     |
| 4.   | 4.  | A mester és Mr. Murdoch (Elementary, My Dear Murdoch) | Don McBrearty  | Jason Sherman                  | 2008. február 10. 2010. július 31.    |
| 5.   | 5.  | A halál választ el (Till Death Do Us Part)            | Don McBrearty  | Janet MacLean                  | 2008. február 17. 2010. augusztus 7.  |
| 6.   | 6.  | Kutyák viadala (Let Loose the Dogs)                   | Don McBrearty  | Jean Greig és Cal Coons        | 2008. február 24. 2010. augusztus 14. |
| 7.   | 7.  | A skót tragédia (Body Double)                         | Shawn Thompson | R.B. Carney                    | 2008. március 2. 2010. augusztus 21.  |
| 8.   | 8.  | Hallgat a mély (Still Waters)                         | Don McBrearty  | Derek Schreyer                 | 2008. március 9. 2010. augusztus 28.  |
| 9.   | 9.  | A hasbeszélő (Belly Speaker)                          | Farhad Mann    | Larry Lalonde és Philip Bedard | 2008. március 16. 2010. október 25.   |
| 10.  | 10. | Gyermekek (Child’s Play)                              | Shawn Thompson | Alexandra Zarowny              | 2008. március 23. 2010. november 1.   |
| 11.  | 11. | A csuklyás gyilkos (Bad Medicine)                     | John L’Ecuyer  | Derek Schreyer                 | 2008. március 31. 2010. november 8.   |
| 12.  | 12. | Merénylet a herceg ellen (The Prince and the Rebel)   | John L’Ecuyer  | Alexandra Zarowny              | 2008. április 6. 2010. november 15.   |
| 13.  | 13. | A nyomok az égbe vezetnek (The Annoying Red Planet)   | Shawn Thompson | Paul Aitken                    | 2008. április 13. 2010. november 22.  |

### 2. évad (2009)
| Sor. | Év. | Cím                                            | Rendező          | Író               | Premier                             |
| ---- | --- | ---------------------------------------------- | ---------------- | ----------------- | ----------------------------------- |
| 14.  | 1.  | Vadnyugat újratöltve (Mild Mild West)          | Paul Fox         | Derek Schreyer    | 2009. február 10. 2011. március 14. |
| 15.  | 2.  | Próbáljanak meg elkapni! (Snakes and Ladders)  | Farhad Mann      | Cal Coons         | 2009. február 10. 2011. március 21. |
| 16.  | 3.  | Dinoszauruszláz (Dinosaur Fever)               | Paul Fox         | Jean Greig        | 2009. február 17. 2011. március 28. |
| 17.  | 4.  | A szemfényvesztő (Houdini Whodunit)            | Farhad Mann      | Alexandra Zarowny | 2009. február 24. 2011. április 4.  |
| 18.  | 5.  | A zöld múzsa (The Green Muse)                  | Don McBrearty    | Bobby Theodore    | 2009. március 3. 2011. április 11.  |
| 19.  | 6.  | Alászállás (Shades of Grey)                    | Don McBrearty    | Laura Phillips    | 2009. március 10. 2011. április 18. |
| 20.  | 7.  | Alkalmazott fizika (Big Murderer on Campus)    | Laurie Lynd      | Carol Hay         | 2009. március 17. 2011. április 25. |
| 21.  | 8.  | Az óriás (I, Murdoch)                          | Laurie Lynd      | Lori Spring       | 2009. március 24. 2011. május 2.    |
| 22.  | 9.  | Ne nézz madárnak! (Convalescence)              | Eleanore Lindo   | Paul Aitken       | 2009. március 31. 2011. május 9.    |
| 23.  | 10. | Murdoch.com (Murdoch.com)                      | Eleanore Lindo   | Alexandra Zarowny | 2009. április 7. 2011. május 16.    |
| 24.  | 11. | Kérdezzük meg a szüzet (Let Us Ask the Maiden) | Harvey Crossland | Jason Sherman     | 2009. április 14. 2011. május 23.   |
| 25.  | 12. | Vérfarkasok márpedig vannak? (Werewolves)      | Kelly Makin      | Paul Aitken       | 2009. április 21. 2011. május 30.   |
| 26.  | 13. | Egy ritka példány (Anything You Can Do…)       | Kelly Makin      | Laura Phillips    | 2009. április 28. 2011. június 6.   |

### 3. évad (2010)
| Sor. | Év. | Cím                                                    | Rendező          | Író                              | Premier                              |
| ---- | --- | ------------------------------------------------------ | ---------------- | -------------------------------- | ------------------------------------ |
| 27.  | 1.  | Ki vagyok én? (The Murdoch Identity)                   | Laurie Lynd      | Jean Greig                       | 2010. február 16. 2011. június 20.   |
| 28.  | 2.  | Kiközösítve (The Great Wall)                           | Harvey Crossland | Alexandra Zarowny                | 2010. február 23. 2011. június 27.   |
| 29.  | 3.  | Viktoriánus Viktor (Victor, Victorian)                 | Laurie Lynd      | Alexandra Zarowny                | 2010. március 2. 2011. július 4.     |
| 30.  | 4.  | Gazdag gyermek, szegény gyermek (Rich Boy, Poor Boy)   | Harvey Crossland | Carol Hay                        | 2010. március 9. 2011. július 11.    |
| 31.  | 5.  | Én a köbön (Me, Myself and Murdoch)                    | Don McCutcheon   | Paul Aitken                      | 2010. március 16. 2011. július 18.   |
| 32.  | 6.  | A tökéletes rablás (This One Goes to Eleven)           | Cal Coons        | Carol Hay                        | 2010. március 23. 2011. július 25.   |
| 33.  | 7.  | Gyilkosság a cirkuszban (Blood and Circuses)           | David Sutherland | Paul Aitken és Alexandra Zarowny | 2010. március 30. 2011. július 28.   |
| 34.  | 8.  | Egy nemes cél (Future Imperfect)                       | Cal Coons        | Cal Coons                        | 2010. április 6. 2011. július 29.    |
| 35.  | 9.  | Szeretet és gyűlölet nyomában (Love and Human Remains) | David Sutherland | Lori Spring                      | 2010. április 13. 2011. augusztus 1. |
| 36.  | 10. | Az elátkozott kastély (The Curse of Beaton Manor)      | John L’Ecuyer    | Paul Aitken                      | 2010. április 20. 2011. augusztus 2. |
| 37.  | 11. | A hóhér (Hangman)                                      | Don McCutcheon   | Philip Bedard és Larry Lalonde   | 2010. április 27. 2011. augusztus 3. |
| 38.  | 12. | A zsaroló (In the Altogether)                          | Steve Wright     | Jean Grieg                       | 2010. május 4. 2011. augusztus 4.    |
| 39.  | 13. | A Tesla-effektus (The Tesla Effect)                    | Steve Wright     | Cal Coons                        | 2010. május 11. 2011. augusztus 5.   |

### 4. évad (2011)
| Sor. | Év. | Cím                                            | Rendező          | Író | Premier                                |
| ---- | --- | ---------------------------------------------- | ---------------- | --- | -------------------------------------- |
| 40.  | 1.  | Megtörve (All Tattered and Torn)               | Don McCutcheon   | Phil Bedard és Larry Lalonde                                                                             | 2011. február 15. 2011. szeptember 19. |
| 41.  | 2.  | Kommandó (Kommando)                            | Harvey Crossland | Graham Clegg                                                                                             | 2011. február 22. 2011. szeptember 26. |
| 42.  | 3.  | Kiruccanás Buffalóba (Buffalo Shuffle)         | Yannick Bisson   | Phil Bedard és Larry Lalonde                                                                             | 2011. március 1. 2011. október 3.      |
| 43.  | 4.  | A fekete királynő (Downstairs, Upstairs)       | Harvey Crossland | Történet: Paul Aitken Tévéjáték: Lori Spring                                                             | 2011. március 8. 2011. október 10.     |
| 44.  | 5.  | Monsieur Murdoch (Monsieur Murdoch)            | John L’Ecuyer    | Paul Aitken és Graham Clegg                                                                              | 2011. március 15. 2011. október 17.    |
| 45.  | 6.  | Zsákutca (Dead End Street)                     | Laurie Lynd      | Carol Hay                                                                                                | 2011. március 22. 2011. október 24.    |
| 46.  | 7.  | Állami kincs (Confederate Treasure)            | John L’Ecuyer    | Paul Aitken                                                                                              | 2011. március 29. 2011. október 31.    |
| 47.  | 8.  | Hívja Murdochot! (Dial M for Murdoch)          | Leslie Hope      | Carol Hay                                                                                                | 2011. április 5. 2011. november 7.     |
| 48.  | 9.  | A fekete kéz (The Black Hand)                  | Don McCutcheon   | Cal Coons                                                                                                | 2011. április 12. 2011. november 14.   |
| 49.  | 10. | Hangok (Voices)                                | Gail Harvey      | Jean Greig                                                                                               | 2011. április 19. 2011. november 21.   |
| 50.  | 11. | Vérszomj (Bloodlust)                           | Gail Harvey      | Történet: Paul Aitken és Graham Clegg Tévéjáték: Paul Aitken, Graham Clegg, Phil Bedard és Larry Lalonde | 2011. április 26. 2011. november 28.   |
| 51.  | 12. | A csókos bandita (The Kissing Bandit)          | Cal Coons        | Alexandra Zarowny                                                                                        | 2011. május 3. 2011. december 5.       |
| 52.  | 13. | Murdoch Csodaországban (Murdoch in Wonderland) | Cal Coons        | Paul Aitken és Graham Clegg                                                                              | 2011. május 10. 2011. december 12.     |

### 5. évad (2012)
| Sor. | Év. | Cím                                                             | Rendező          | Író                                                      | Premier                             |
| ---- | --- | --------------------------------------------------------------- | ---------------- | -------------------------------------------------------- | ----------------------------------- |
| 53.  | 1.  | Murdoch kalandja északon (Murdoch of the Klondike)              | Laurie Lynd      | Peter Mitchell                                           | 2012. február 28. 2013. január 28.  |
| 54.  | 2.  | A varázsgolyó (Back and to the Left)                            | Don McCutcheon   | Paul Aitken és Graham Clegg                              | 2012. március 6. 2013. február 4.   |
| 55.  | 3.  | A királynő átka (Evil Eye of Egypt)                             | Don McCutcheon   | Michelle Ricci                                           | 2012. március 13. 2013. február 11. |
| 56.  | 4.  | Háború a terrorizmus ellen (War on Terror)                      | Laurie Lynd      | Peter Mitchell                                           | 2012. március 20. 2013. február 18. |
| 57.  | 5.  | Murdoch az operában (Murdoch at the Opera)                      | Yannick Bisson   | Carol Hay                                                | 2012. március 27. 2013. február 25. |
| 58.  | 6.  | Ki ölte meg a villanyautót? (Who Killed the Electric Carriage?) | Harvey Crossland | Paul Aitken és Graham Clegg                              | 2012. április 3. 2013. március 10.  |
| 59.  | 7.  | Tilosban (1. rész) (Stroll on the Wild Side (Part 1))           | Michael DeCarlo  | Daphne Ballon                                            | 2012. április 10. 2013. március 17. |
| 60.  | 8.  | Tilosban (2. rész) (Stroll on the Wild Side (Part 2))           | Michael DeCarlo  | Carol Hay                                                | 2012. április 17. 2013. március 24. |
| 61.  | 9.  | Feltalálók találkozója (Invention Convention)                   | Cal Coons        | Paul Aitken                                              | 2012. április 24. 2013. március 31. |
| 62.  | 10. | Grádics a mennyben (Staircase to Heaven)                        | Harvey Crossland | Maureen Jennings és Peter Mitchell                       | 2012. május 1. 2013. április 7.     |
| 63.  | 11. | Játsszunk, babám! (Murdoch in Toyland)                          | Cal Coons        | Graham Clegg                                             | 2012. május 8. 2013. április 14.    |
| 64.  | 12. | Murdoch és a Stanley-kupa (Murdoch Night in Canada)             | Gail Harvey      | Lori Spring                                              | 2012. május 15. 2013. április 21.   |
| 65.  | 13. | Murdoch a XX. században (Twentieth Century Murdoch)             | Gail Harvey      | Paul Aitken, Carol Hay, Peter Mitchell és Michelle Ricci | 2012. május 22. 2013. április 28.   |

### 6. évad (2013)
| Sor. | Év. | Cím                                                        | Rendező          | Író                                | Premier                             | Nézettség   |
| ---- | --- | ---------------------------------------------------------- | ---------------- | ---------------------------------- | ----------------------------------- | ----------- |
| 66.  | 1.  | Murdoch felszáll (Murdoch Air)                             | Don McCutcheon   | Peter Mitchell                     | 2013. január 7. 2014. február 15.   | 1,18 millió |
| 67.  | 2.  | Winston filmszakadása (Winston’s Lost Night)               | Don McCutcheon   | Paul Aitken                        | 2013. január 14. 2014. február 16.  | 0,97 millió |
| 68.  | 3.  | Az utcán (Murdoch on the Corner)                           | Cal Coons        | Paul Aitken                        | 2013. január 21. 2014. február 22.  | 0,96 millió |
| 69.  | 4.  | Sherlock Holmes színre lép (A Study in Sherlock)           | Don McCutcheon   | Graham Clegg                       | 2013. január 28. 2014. február 23.  | 1,15 millió |
| 70.  | 5.  | Neglizsé (Murdoch Au Naturel)                              | Harvey Crossland | Michelle Ricci                     | 2013. február 4. 2014. március 1.   | 1,05 millió |
| 71.  | 6.  | Murdoch és a gyilkos felhő (Murdoch and the Cloud of Doom) | Yannick Bisson   | Derek Schreyer                     | 2013. február 11. 2014. március 3.  | 1,17 millió |
| 72.  | 7.  | A Queen’s Park szelleme (The Ghost of Queen’s Park)        | Harvey Crossland | Lori Spring                        | 2013. február 25. 2014. március 8.  | 0,90 millió |
| 73.  | 8.  | Murdoch a ruházati osztályon (Murdoch in Ladies Wear)      | Cal Coons        | Carol Hay                          | 2013. március 4. 2014. március 10.  | 1,06 millió |
| 74.  | 9.  | Viktória-kereszt (Victoria Cross)                          | Peter Mitchell   | Maureen Jennings és Peter Mitchell | 2013. március 11. 2014. március 15. | 1,07 millió |
| 75.  | 10. | Három a halott kislány (Twisted Sisters)                   | Eleanore Lindo   | Michelle Ricci                     | 2013. március 18. 2014. március 17. | 1,22 millió |
| 76.  | 11. | Halhatatlan szerelmesek (Lovers in a Murderous Time)       | Dawn Wilkinson   | Carol Hay                          | 2013. március 25. 2014. március 22. | 0,99 millió |
| 77.  | 12. | Bűn és bűnhődés (Crime & Punishment)                       | Laurie Lynd      | Peter Mitchell                     | 2013. április 8. 2014. március 24.  | 1,00 millió |
| 78.  | 13. | A Murdoch-fogó (The Murdoch Trap)                          | Laurie Lynd      | Paul Aitken                        | 2013. április 15. 2014. március 29. | 1,10 millió |

### 7. évad (2013–2014)
| Sor. | Év. | Cím                                                                                    | Rendező          | Író                                                            | Premier                                | Nézettség   |
| ---- | --- | -------------------------------------------------------------------------------------- | ---------------- | -------------------------------------------------------------- | -------------------------------------- | ----------- |
| 79.  | 1.  | Murdoch hajón (Murdoch Ahoy)                                                           | Laurie Lynd      | Paul Aitken                                                    | 2013. szeptember 30. 2015. február 16. | 1,39 millió |
| 80.  | 2.  | Tour de Murdoch (Tour de Murdoch)                                                      | Laurie Lynd      | Jordan Christianson                                            | 2013. október 7. 2015. február 23.     | 1,25 millió |
| 81.  | 3.  | William Murdoch nyomozó kalandjai (The Filmed Adventures of Detective William Murdoch) | Gail Harvey      | Peter Mitchell                                                 | 2013. október 14. 2015. március 2.     | 1,00 millió |
| 82.  | 4.  | Sherlock visszatér (The Return of Sherlock)                                            | Gail Harvey      | Carol Hay                                                      | 2013. október 21. 2015. március 9.     | 1,08 millió |
| 83.  | 5.  | Élőhalottak (Murdoch of the Living Dead)                                               | Yannick Bisson   | Michelle Ricci                                                 | 2013. október 28. 2015. március 16.    | 1,17 millió |
| 84.  | 6.  | Fóbiák (Murdochophobia)                                                                | Cal Coons        | Maureen Jennings és Peter Mitchell                             | 2013. november 4. 2015. március 23.    | n. a.       |
| 85.  | 7.  | A tavi szörny (Loch Ness Murdoch)                                                      | Cal Coons        | Michelle Ricci                                                 | 2013. november 18. 2015. március 30.   | 1,39 millió |
| 86.  | 8.  | Kincses sziget (Republic of Murdoch)                                                   | Don McCutcheon   | Paul Aitken és Peter Mitchell                                  | 2013. november 25. 2015. április 13.   | 1,40 millió |
| 87.  | 9.  | Éjféli vonat (Midnight Train to Kingston)                                              | Don McCutcheon   | Paul Aitken és Peter Mitchell                                  | 2013. december 2. 2015. április 20.    | 1,41 millió |
| 88.  | 10. | Ragtime (Murdoch in Ragtime)                                                           | Harvey Crossland | Carol Hay                                                      | 2014. január 6. 2015. április 27.      | 1,43 millió |
| 89.  | 11. | Utazás Toronto középpontja felé (Journey to the Centre of Toronto)                     | Harvey Crossland | Simon McNabb                                                   | 2014. január 13. 2015. május 4.        | 1,32 millió |
| 90.  | 12. | Ördögi paktum (Unfinished Business)                                                    | Dawn Wilkinson   | Peter Mohan                                                    | 2014. január 20. 2015. május 11.       | 1,35 millió |
| 91.  | 13. | A hóhért akasztják (The Murdoch Sting)                                                 | Sudz Sutherland  | Jackie May                                                     | 2014. január 27. 2015. május 18.       | 1,48 millió |
| 92.  | 14. | Rémálom a szigeten (Friday the 13th, 1901)                                             | Michael DeCarlo  | Lori Spring                                                    | 2014. március 3. 2015. június 1.       | 1,38 millió |
| 93.  | 15. | A kém, aki bejött a hidegről (The Spy Who Came Up to the Cold)                         | Sudz Sutherland  | Adam Barken                                                    | 2014. március 10. 2015. június 8.      | 1,33 millió |
| 94.  | 16. | Crabtree kungfuzik (Kung Fu Crabtree)                                                  | Michael McGowan  | Paul Aitken                                                    | 2014. március 24. 2015. június 15.     | 1,38 millió |
| 95.  | 17. | Csendrobbanás (Blast of Silence)                                                       | Peter Mitchell   | Peter Mitchell                                                 | 2014. március 31. 2015. június 22.     | 1,34 millió |
| 96.  | 18. | Dr. Ogden halála (The Death of Dr. Ogden)                                              | Michael McGowan  | Jordan Christianson, Carol Hay, Simon McNabb és Michelle Ricci | 2014. április 7. 2015. június 29.      | 1,35 millió |

### 8. évad (2014–2015)
| Sor. | Év. | Cím                                                           | Rendező          | Író                                   | Premier                                 | Nézettség   |
| ---- | --- | ------------------------------------------------------------- | ---------------- | ------------------------------------- | --------------------------------------- | ----------- |
| 97.  | 1.  | A parton (1. rész) (On the Waterfront (Part 1))               | Laurie Lynd      | Peter Mitchell                        | 2014. október 6. 2015. augusztus 31.    | 0,94 millió |
| 98.  | 2.  | A parton (2. rész) (On the Waterfront (Part 2))               | Laurie Lynd      | Peter Mitchell                        | 2014. október 13. 2015. szeptember 7.   | 1,03 millió |
| 99.  | 3.  | Letűnt idők hősei (Glory Days)                                | Yannick Bisson   | Jordan Christianson és Peter Mitchell | 2014. október 20. 2015. szeptember 14.  | 0,91 millió |
| 100. | 4.  | A házasság szentsége (Holy Matrimony, Murdoch!)               | Sudz Sutherland  | Paul Aitken                           | 2014. november 3. 2015. szeptember 21.  | 1,36 millió |
| 101. | 5.  | Murdoch beveszi Manhattant (Murdoch Takes Manhattan)          | Sudz Sutherland  | Simon McNabb                          | 2014. november 10. 2015. szeptember 28. | 1,01 millió |
| 102. | 6.  | A Murdoch rajongói klub (The Murdoch Appreciation Society)    | Deborah Chow     | Carol Hay                             | 2014. november 17. 2015. október 5.     | n. a.       |
| 103. | 7.  | Ne bolygassuk! (What Lies Buried)                             | Deborah Chow     | Paul Aitken                           | 2014. november 24. 2015. október 12.    | n. a.       |
| 104. | 8.  | Apák és fiúk (High Voltage)                                   | Cal Coons        | Carol Hay                             | 2014. december 1. 2015. október 19.     | 1,32 millió |
| 105. | 9.  | Botcsinálta fedett ügynökök (The Keystone Constables)         | Cal Coons        | Jordan Christianson                   | 2014. december 8. 2015. október 26.     | 1,31 millió |
| 106. | 10. | Murdoch és a halál temploma (Murdoch and the Temple of Death) | Harvey Crossland | Paul Aitken                           | 2015. január 12. 2015. november 2.      | 1,39 millió |
| 107. | 11. | Minden, ami fénylik (All That Glitters)                       | Harvey Crossland | Lori Spring                           | 2015. január 19. 2015. november 9.      | 1,45 millió |
| 108. | 12. | Pokolba a fűzővel (The Devil Wears Whalebone)                 | Eleanore Lindo   | Michelle Ricci                        | 2015. január 26. 2015. november 16.     | 1,46 millió |
| 109. | 13. | A gyógyíthatatlanok (The Incurables)                          | Eleanore Lindo   | Peter Mitchell                        | 2015. február 9. 2015. november 23.     | n. a.       |
| 110. | 14. | Problémás lányok (Toronto’s Girl Problem)                     | Peter Mitchell   | Michelle Ricci                        | 2015. február 16. 2015. november 30.    | 1,37 millió |
| 111. | 15. | Hajótörés (Shipwreck)                                         | Don McBrearty    | Maureen Jennings                      | 2015. február 23. 2015. december 7.     | 1,44 millió |
| 112. | 16. | Akárhogy is fáj, Crabtree itt a sztár (CrabtreeMania)         | Peter Mitchell   | Simon McNabb és Jordan Christianson   | 2015. március 16. 2015. december 14.    | 1,26 millió |
| 113. | 17. | A szavazás (Election Day)                                     | Don McBrearty    | Michelle Ricci és Mary Pedersen       | 2015. március 23. 2015. december 21.    | 1,34 millió |
| 114. | 18. | Művészi nyomozó (Artful Detective)                            | Don McCutcheon   | Paul Aitken és Carol Hay              | 2015. március 30. 2015. december 28.    | 1,41 millió |

### 9. évad (2015–2016)
| Sor. | Év. | Cím                                           | Rendező          | Író                                                 | Premier                                | Nézettség   |
| ---- | --- | --------------------------------------------- | ---------------- | --------------------------------------------------- | -------------------------------------- | ----------- |
| 115. | 1.  | Nolo Contendere (Nolo Contendere)             | TW Peacocke      | Peter Mitchell és Paul Aitken                       | 2015. október 5. 2016. szeptember 4.   | 1,27 millió |
| 116. | 2.  | Mark Twain (Marked Twain)                     | TW Peacocke      | Peter Mitchell                                      | 2015. október 12. 2016. szeptember 11. | n. a.       |
| 117. | 3.  | Kettős élet (Double Life)                     | Gary Harvey      | Jordan Christianson                                 | 2015. október 26. 2016. szeptember 18. | 1,19 millió |
| 118. | 4.  | Aktok (Barenaked Ladies)                      | Laurie Lynd      | Carol Hay                                           | 2015. november 2. 2016. szeptember 25. | 1,35 millió |
| 119. | 5.  | 24 óra az élet (24 Hours Til Doomsday)        | Gary Harvey      | Paul Aitken                                         | 2015. november 9. 2016. október 2.     | 1,30 millió |
| 120. | 6.  | Helyi szesztilalom (The Local Option)         | Laurie Lynd      | Simon McNabb                                        | 2015. november 16. 2016. október 9.    | 1,27 millió |
| 121. | 7.  | ’75 nyara (Summer of ’75)                     | Don McBrearty    | Michelle Ricci és Carol Hay                         | 2015. november 23. 2016. október 16.   | 1,40 millió |
| 122. | 8.  | Ópiumszívók klubja (Pipe Dreamzzz)            | Don McBrearty    | Michelle Ricci                                      | 2015. november 30. 2016. október 23.   | 1,24 millió |
| 123. | 9.  | Babanap (Raised on Robbery)                   | Eleanore Lindo   | Paul Aitken                                         | 2016. január 11. 2016. október 30.     | 1,48 millió |
| 124. | 10. | Utazás az Északi-sarkra (The Big Chill)       | Eleanore Lindo   | Jordan Christianson                                 | 2016. január 18. 2016. november 6.     | 1,49 millió |
| 125. | 11. | A golf nem játék (A Case of the Yips)         | Cal Coons        | Simon McNabb                                        | 2016. január 28. 2016. november 13.    | 1,41 millió |
| 126. | 12. | Balszerencsés a szerelemben (Unlucky in Love) | Cal Coons        | Lori Spring                                         | 2016. február 1. 2016. november 20.    | 1,50 millió |
| 127. | 13. | Színvakság (Colour Blinded)                   | Leslie Hope      | Mary Pedersen                                       | 2016. február 8. 2016. november 27.    | 1,49 millió |
| 128. | 14. | A vadóc (Wild Child)                          | Jill Carter      | Carol Hay                                           | 2016. február 22. 2016. december 4.    | 1,42 millió |
| 129. | 15. | Szegényház (House of Industry)                | Harvey Crossland | Maureen Jennings                                    | 2016. február 29. 2016. december 11.   | 1,50 millió |
| 130. | 16. | Az ördögbe! (Bloody Hell)                     | Harvey Crossland | Paul Aitken                                         | 2016. március 7. 2016. december 18.    | 1,36 millió |
| 131. | 17. | Nemkívánatos kezek (From Buffalo with Love)   | Peter Mitchell   | Michell Ricci                                       | 2016. március 14. 2016. december 25.   | 1,37 millió |
| 132. | 18. | Eljő a nyilas (Cometh the Archer)             | Peter Mitchell   | Peter Mitchell, Simon McNabb és Jordan Christianson | 2016. március 21. 2017. január 1.      | 1,54 millió |

### 10. évad (2016–2017)
| Sor. | Év. | Cím                                                      | Rendező          | Író                                                 | Premier                                | Nézettség   |
| ---- | --- | -------------------------------------------------------- | ---------------- | --------------------------------------------------- | -------------------------------------- | ----------- |
| 133. | 1.  | Tűzgolyó (1. rész) (Great Balls of Fire (Part 1))        | Gary Harvey      | Peter Mitchell                                      | 2016. október 10. 2019. május 6.       | 1,40 millió |
| 134. | 2.  | Tűzgolyó (2. rész) (Great Balls of Fire (Part 2))        | Gary Harvey      | Peter Mitchell                                      | 2016. október 17. 2019. május 13.      | 1,41 millió |
| 135. | 3.  | A magándetektív (A Study in Pink)                        | Norma Bailey     | Paul Aitken                                         | 2016. október 24. 2019. május 20.      | 1,31 millió |
| 136. | 4.  | Gyilkos lett belőlem (Concocting a Killer)               | Norma Bailey     | Simon McNabb                                        | 2016. október 31. 2019. május 27.      | 1,30 millió |
| 137. | 5.  | Keserű pirula (Jagged Little Pill)                       | Harvey Crossland | Carol Hay                                           | 2016. november 7. 2019. június 3.      | 1,42 millió |
| 138. | 6.  | Csavard be, Brackenreid! (Bend It Like Brakenreid)       | Cal Coons        | Michlle Ricci                                       | 2016. november 14. 2019. június 10.    | 1,33 millió |
| 139. | 7.  | Festett ajkak (Painted Ladies)                           | Harvey Crossland | Mary Pedersen                                       | 2016. november 21. 2019. június 17.    | 1,34 millió |
| 140. | 8.  | Hétvége Murdochéknál (Weekend at Murdoch’s)              | Eleanore Lindo   | Jordan Christianson                                 | 2016. november 28. 2019. június 24.    | 1,30 millió |
| 141. | 9.  | Lobbanékony alak (Excitable Chap)                        | Cal Coons        | Peter Mitchell és Simon McNabb                      | 2016. december 5. 2019. július 1.      | 1,24 millió |
| 142. | 10. | A megszállott (The Devil Inside)                         | Eleanore Lindo   | Paul Aitken                                         | 2017. január 9. 2019. július 8.        | 1,40 millió |
| 143. | 11. | Eb ura Murdoch (A Murdog Mystery)                        | Don McCutcheon   | Lori Spring                                         | 2017. január 16. 2019. július 15.      | 1,41 millió |
| 144. | 12. | Az eltűnt unoka (The Missing)                            | Renuka Jeyapalan | Maureen Jennings                                    | 2017. január 23. 2019. július 22.      | 1,41 millió |
| 145. | 13. | Murdoch szomszédsága (Mr. Murdoch’s Neighbourhood)       | Jill Carter      | Carol Hay                                           | 2017. február 6. 2019. július 29.      | 1,37 millió |
| 146. | 14. | Murdochtól az örökkévalóságig (From Murdoch to Eternity) | Jill Carter      | Simon McNabb                                        | 2017. február 13. 2019. augusztus 5.   | 1,35 millió |
| 147. | 15. | Hádész haragja (Hades Hath No Fury)                      | Leslie Hope      | Michelle Ricci                                      | 2017. február 20. 2019. augusztus 12.  | 1,45 millió |
| 148. | 16. | Lovecraft úrfi (Master Lovecraft)                        | Leslie Hope      | Jordan Christianson                                 | 2017. február 27. 2019. augusztus 19.  | 1,30 millió |
| 149. | 17. | Viharos kerekeken (Hot Wheels of Thunder)                | Peter Mitchell   | Peter Mitchell, Simon McNabb és Jordan Christianson | 2017. március 13. 2019. augusztus 26.  | 1,36 millió |
| 150. | 18. | Pokoli nagy ár (Hell to Pay)                             | Peter Mitchell   | Peter Mitchell                                      | 2017. március 20. 2019. szeptember 25. | 1,23 millió |

### 11. évad (2017–2018)
| Sor. | Év. | Cím                                               | Rendező          | Író                                       | Premier                                   |
| ---- | --- | ------------------------------------------------- | ---------------- | ----------------------------------------- | ----------------------------------------- |
| 151. | 1.  | Újjászületés (Up from Ashes)                      | Don McCutcheon   | Peter Mitchell                            | 2017. szeptember 25. 2019. szeptember 26. |
| 152. | 2.  | A merlot-rejtély (Merlot Mysteries)               | Don McCutcheon   | Peter Mitchell és Simon McNabb            | 2017. október 2. 2019. szeptember 27.     |
| 153. | 3.  | Nyolc lépés (8 Footsteps)                         | Laurie Lynd      | Paul Aitken                               | 2017. október 9. 2019. szeptember 30.     |
| 154. | 4.  | A kanadai beteg (The Canadian Patient)            | Laurie Lynd      | Simon McNabb                              | 2017. október 16. 2019. október 1.        |
| 155. | 5.  | Dr. Osler megbánta (Dr. Osler Regrets)            | Alison Reid      | Dan Trotta                                | 2017. október 23. 2019. október 2.        |
| 156. | 6.  | Street 21. (21 Murdoch Street)                    | Harvey Crossland | Natalia Guled                             | 2017. november 6. 2019. október 3.        |
| 157. | 7.  | A baleset (The Accident)                          | Alison Reid      | Mary Pedersen                             | 2017. november 13. 2019. október 4.       |
| 158. | 8.  | Brackenreid a budoárban (Brakenreid Boudoir)      | Harvey Crossland | Peter Mitchell                            | 2017. december 4. 2019. október 7.        |
| 159. | 9.  | Beszélő halott (The Talking Dead)                 | Eleanore Lindo   | Lori Spring                               | 2017. december 11. 2019. október 8.       |
| 160. | 10. | F.L.A.S.H. (F.L.A.S.H.!)                          | Eleanore Lindo   | Paul Aitken                               | 2018. január 8. 2019. október 9.          |
| 161. | 11. | Amatőrök és profik (Biffers and Blockers)         | Megan Follows    | Dan Trotta                                | 2018. január 15. 2019. október 10.        |
| 162. | 12. | Szűz Mária könnyei (Mary Wept)                    | Megan Follows    | Noelle Girard                             | 2018. január 22. 2019. október 11.        |
| 163. | 13. | Crabtree à la Carte (Crabtree à la Carte)         | Leslie Hope      | Simon McNabb                              | 2018. január 29. 2019. október 14.        |
| 164. | 14. | A nagy fehér jávorszarvas (The Great White Moose) | Leslie Hope      | Paul Aitken és Graham Clegg               | 2018. február 5. 2019. október 15.        |
| 165. | 15. | Murdoch-macera (Murdoch Schmurdoch)               | Sherren Lee      | Lori Spring és Robert Rotenberg           | 2018. február 26. 2019. október 16.       |
| 166. | 16. | Királyok játéka (Game of Kings)                   | Peter Mitchell   | Maureen Jennings                          | 2018. március 5. 2019. október 17.        |
| 167. | 17. | Lehulló árnyak (Shadows Are Falling)              | Sherren Lee      | Mary Pedersen                             | 2018. március 12. 2019. október 18.       |
| 168. | 18. | Szabadesés (Free Falling)                         | Peter Mitchell   | Simon McNabb, Mary Pedersen és Dan Trotta | 2018. március 19. 2019. október 21.       |

### 12. évad (2018–2019)
| Sor. | Év. | Cím                                                                  | Rendező             | Író                             | Premier                                |
| ---- | --- | -------------------------------------------------------------------- | ------------------- | ------------------------------- | -------------------------------------- |
| 169. | 1.  | Merénylet a Murdoch-magánlakban (Murdoch Mystery Mansion)            | Gary Harvey         | Peter Mitchell                  | 2018. szeptember 24. 2019. október 22. |
| 170. | 2.  | A művelet neve: gyilkosság (Operation: Murder)                       | Harvey Crossland    | Mary Pedersen                   | 2018. október 1. 2019. október 23.     |
| 171. | 3.  | Bazi nagy mimicoi lagzi (My Big Fat Mimico Wedding)                  | Gary Harvey         | Simon McNabb                    | 2018. október 8. 2019. október 24.     |
| 172. | 4.  | Murdoch határok nélkül (Murdoch Without Borders)                     | Harvey Crossland    | Dan Trotta                      | 2018. október 15. 2019. október 25.    |
| 173. | 5.  | A kém, aki szerette Murdochot (The Spy Who Loved Murdoch)            | Alison Reid         | Simon McNabb                    | 2018. október 22. 2019. október 28.    |
| 174. | 6.  | Uram. Uram? Uram!!! (Sir. Sir? Sir!!!)                               | Craig David Wallace | Peter Mitchell                  | 2018. október 29. 2019. október 29.    |
| 175. | 7.  | Atyámfia őrzője (Brother’s Keeper)                                   | Craig David Wallace | Paul Aitken                     | 2018. november 5. 2019. október 30.    |
| 176. | 8.  | Fulladásig a pénzben (Drowning in Money)                             | Alison Reid         | Noelle Girard                   | 2018. november 12. 2019. október 31.   |
| 177. | 9.  | Titkok és hazugságok (Secrets and Lies)                              | Leslie Hope         | Peter Mitchell                  | 2018. november 26. 2019. november 1.   |
| 178. | 10. | A Nagy-tavak kalózai (Pirates of the Great Lakes)                    | Leslie Hope         | Dan Trotta                      | 2019. január 7. 2019. november 4.      |
| 179. | 11. | Annabellapipőke (Annabella Cinderella)                               | Sherren Lee         | Paul Aitken                     | 2019. január 14. 2019. november 5.     |
| 180. | 12. | Hat vesszőcsapás (Six of the Best)                                   | Sherren Lee         | Lori Spring                     | 2019. január 21. 2019. november 6.     |
| 181. | 13. | Murdoch és a láthatatlan ember (Murdoch and the Undetectable Man)    | Mina Shum           | Paul Aitken                     | 2019. január 28. 2019. november 7.     |
| 182. | 14. | Az apa bűnei (Sins of the Father)                                    | Mina Shum           | Simom McNabb                    | 2019. február 4. 2019. november 8.     |
| 183. | 15. | Egy perc gyilkosságra (One Minute to Murder)                         | Mars Horodyski      | Maureen Jennings                | 2019. február 11. 2019. november 11.   |
| 184. | 16. | Kézikönyv gyilkossághoz (Manual for Murder)                          | Warren Sonoda       | Paul Aitken és Robert Rotenberg | 2019. február 18. 2019. november 12.   |
| 185. | 17. | Hajnal előtti sötétség (1. rész) (Darkness Before the Dawn (Part 1)) | Peter Mitchell      | Mary Pedersen                   | 2019. február 25. 2019. november 13.   |
| 186. | 18. | Hajnal előtti sötétség (2. rész) (Darkness Before the Dawn (Part 2)) | Peter Mitchell      | Simon McNabb                    | 2019. március 4. 2019. november 14.    |

### 13. évad (2019–2020)
| Sor. | Év. | Cím                                                               | Rendező             | Író                                                     | Premier                                   |
| ---- | --- | ----------------------------------------------------------------- | ------------------- | ------------------------------------------------------- | ----------------------------------------- |
| 187. | 1.  | Bajkeverők (Troublemakers)                                        | Harvey Crossland    | Peter Mitchell                                          | 2019. szeptember 16. 2020. szeptember 11. |
| 188. | 2.  | Rossz pénz nem vész el (Bad Pennies)                              | Harvey Crossland    | Peter Mitchell                                          | 2019. szeptember 23. 2020. szeptember 14. |
| 189. | 3.  | Örök fiatalság (Forever Young)                                    | Shereen Lee         | Paul Aitken                                             | 2019. szeptember 30. 2020. szeptember 15. |
| 190. | 4.  | Tékozló apa (Prodigal Father)                                     | Yannick Bisson      | Simon McNabb                                            | 2019. október 14. 2020. szeptember 16.    |
| 191. | 5.  | Murdoch és az elátkozott barlangok (Murdoch and the Cursed Caves) | Mars Horodyski      | Noelle Girard                                           | 2019. október 28. 2020. szeptember 17.    |
| 192. | 6.  | A filatelista fátuma (The Philately Fatality)                     | Shereen Lee         | Mary Pedersen                                           | 2019. november 4. 2020. szeptember 18.    |
| 193. | 7.  | Bűnös Toronto (Toronto the Bad)                                   | Shereen Lee         | Dan Trotta                                              | 2019. november 11. 2020. szeptember 21.   |
| 194. | 8.  | Legördül a függöny (The Final Curtain)                            | Mina Shum           | Simon McNabb                                            | 2019. november 18. 2020. szeptember 22.   |
| 195. | 9.  | Halálos adag (The Killing Dose)                                   | Mina Shum           | Mary Pederson                                           | 2019. november 25. 2020. szeptember 23.   |
| 196. | 10. | Parker és a rozswhisky (Parker in the Rye)                        | Mars Horodyski      | Dan Trotta                                              | 2020. január 6. 2020. szeptember 24.      |
| 197. | 11. | Mit hoz a jövő? (Staring Blindly into the Future)                 | Harvey Crossland    | Paul Aitken, Noelle Girard, Mary Pederson és Dan Trotta | 2020. január 13. 2020. szeptember 25.     |
| 198. | 12. | Rókavadászat (Fox Hunt)                                           | Craig David Wallace | Simon McNabb                                            | 2020. január 20. 2020. szeptember 28.     |
| 199. | 13. | Öld meg a szomszédod! (Kill Thy Neighbour)                        | Craig David Wallace | Mary Pedersen és Noelle Girard                          | 2020. január 27. 2020. szeptember 29.     |
| 200. | 14. | Rideg csend (Rigid Silence)                                       | Shamim Sarif        | Maureen Jennings                                        | 2020. február 3. 2020. szeptember 30.     |
| 201. | 15. | Terrence Meyers tárgyalása (The Trial of Terrence Meyers)         | Gary Harvey         | Paul Aitken                                             | 2020. február 10. 2020. október 1.        |
| 202. | 16. | Hölgyek társaságában (In the Company of Women)                    | Gary Harvey         | Lori Spring                                             | 2020. február 17. 2020. október 2.        |
| 203. | 17. | Hátrahagyott dolgok (Things Left Behind)                          | Peter Mitchell      | Simon McNabb és Peter Mitchell                          | 2020. február 24. 2020. október 5.        |
| 204. | 18. | A jövő nincs megírva (The Future is Unwritten)                    | Peter Mitchell      | Simon McNabb és Peter Mitchell                          | 2020. március 2. 2020. október 6.         |

### 14. évad (2021)
| Sor. | Év. | Cím                                                        | Rendező        | Író                                                                       | Premier                            |
| ---- | --- | ---------------------------------------------------------- | -------------- | ------------------------------------------------------------------------- | ---------------------------------- |
| 205. | 1.  | Murdoch és a csavargó (Murdoch and the Tramp)              | Yannick Bisson | Simon McNabb                                                              | 2021. január 4. 2021. május 3.     |
| 206. | 2.  | Duhaj idők (Rough and Tumble)                              | Yannick Bisson | Peter Michell                                                             | 2021. január 11. 2021. május 10.   |
| 207. | 3.  | M kód Murdochnak (Code M for Murdoch)                      | Gary Harvey    | Paul Aitken                                                               | 2021. január 18. 2021. május 17.   |
| 208. | 4.  | Sokkérték (Shock Value)                                    | Ruba Nadda     | Maureen Jennings                                                          | 2021. január 25. 2021. május 31.   |
| 209. | 5.  | A gyilkosság beköszönt (Murder Checks In)                  | Mina Shum      | Noelle Girard                                                             | 2021. február 1. 2021. június 7.   |
| 210. | 6.  | Az erény szolgálata (The Ministry of Virtue)               | Mina Shum      | Christina Ray                                                             | 2021. február 8. 2021. június 14.  |
| 211. | 7.  | Murdoch menekülőszobája (Murdoch Escape Room)              | Warren Sonoda  | Paul Aitken                                                               | 2021. február 15. 2021. június 21. |
| 212. | 8.  | New South Mimico uralma (The Dominion of New South Mimico) | Ruba Nadda     | Simon McNabb                                                              | 2021. február 22. 2021. június 28. |
| 213. | 9.  | A diszkrimináló 38-as (The .38 Murdoch Special)            | Sharon Lewis   | Simon McNabb és Caleigh Bacchus                                           | 2021. március 1. 2021. július 5.   |
| 214. | 10. | Mindennek vége (1. rész) (Everything is Broken (Part 1))   | Peter Mitchell | Paul Aitken, Simon McNabb, Noelle Girard, Christina Ray és Caleigh Bacchu | 2021. március 8. 2021. július 12.  |
| 215. | 11. | Mindennek vége (2. rész) (Everything is Broken (Part 2))   | Peter Mitchell | Paul Aitken, Simon McNabb, Noelle Girard, Christina Ray és Caleigh Bacchu | 2021. március 15. 2021. július 19. |

### 15. évad (2021–2022)
| Sor. | Év. | Cím                                                                          | Rendező             | Író | Premier                                |
| ---- | --- | ---------------------------------------------------------------------------- | ------------------- | --- | -------------------------------------- |
| 216. | 1.  | Amit megteszünk a szerelemért (1. rész) (The Things We Do for Love (Part 1)) | TW Peacocke         | Peter Mitchell | 2021. szeptember 13. 2022. április 15. |
| 217. | 2.  | Amit megteszünk a szerelemért (2. rész) (The Things We Do for Love (Part 2)) | TW Peacocke         | Peter Mitchell | 2021. szeptember 27. 2022. április 15. |
| 218. | 3.  | Embervadászat (Manhunt)                                                      | Yannick Bisson      | Paul Aitken | 2021. október 4. 2022. április 16.     |
| 219. | 4.  | Vér a síneken (Blood on the Tracks)                                          | Yannick Bisson      | Noelle Girard | 2021. október 11. 2022. április 16.    |
| 220. | 5.  | Szerelem vagy gazdagság (Love or Money)                                      | Sharon Lewis        | Noelle Girard | 2021. október 18. 2022. április 18.    |
| 221. | 6.  | Tudom, mit tettél tavaly ősszel (I Know What You Did Last Autumn)            | Craig David Wallace | Simon McNabb | 2021. október 25. 2022. április 18.    |
| 222. | 7.  | A javíthatatlan Dr. Ogden (The Incorrigible Dr. Ogden)                       | Craig David Wallace | Christina Ray | 2021. november 1. 2022. április 24.    |
| 223. | 8.  | Kutyák és macskák (Murdoch Knows Best)                                       | Don McCutcheon      | Simon McNabb | 2021. november 8. 2022. április 24.    |
| 224. | 9.  | A hölgy eltűnik (The Lady Vanishes)                                          | Sharon Lewis        | Simon McNabb | 2021. november 15. 2022. május 1.      |
| 225. | 10. | Vérrel rajzolva (Drawn in Blood)                                             | Don McCutcheon      | Caleigh Bacchus | 2021. november 22. 2022. május 1.      |
| 226. | 11. | Karácsony előestéje (The Night Before Christmas)                             | Laurie Lynd         | Paul Aitken | 2021. november 29. 2022. május 8.      |
| 227. | 12. | Valami Mary-ről (There’s Something About Mary)                               | Dawn Soroklit-Burke | Carol Hay | 2022. január 3. 2022. május 8.         |
| 228. | 13. | Murdoch terápiája (Murdoch on the Couch)                                     | Eleanore Lindo      | Paul Aitken és Simon McNabb | 2022. január 10. 2022. május 15.       |
| 229. | 14. | A torontói boszorkányok (The Witches of East York)                           | Bosede Williams     | Christina Ray | 2022. január 17. 2022. május 15.       |
| 230. | 15. | Ralf, a bandita (Rawhide Ralph)                                              | Bosede Williams     | Peter Mitchell | 2022. január 24. 2022. május 22.       |
| 231. | 16. | Egy csodálatos játék (It’s a Wonderful Game)                                 | Cat Hostick         | Maureen Jennings | 2022. január 31. 2022. május 22.       |
| 232. | 17. | Vérvonalak (Bloodlines)                                                      | Rama Rau            | Caleigh Bacchus | 2022. február 21. 2022. május 29.      |
| 233. | 18. | Hazafias játék (Patriot Games)                                               | Jennifer Liao       | Simon McNabb és Jennifer Lee | 2022. február 28. 2022. május 29.      |
| 234. | 19. | Bűntény alamizsnáért (Brother Can You Spare a Crime)                         | Yuri Yakubiw        | Nisha Khan | 2022. március 7. 2022. június 6.       |
| 235. | 20. | Pendrick planetáris szalonja (Pendrick’s Planetary Parlour)                  | Jennifer Liao       | Paul Aitken | 2022. március 14. 2022. június 6.      |
| 236. | 21. | Az ördög zenéje (Devil Music)                                                | Thyrone Tommy       | Andrea Scott | 2022. március 21. 2022. június 13.     |
| 237. | 22. | Édes Amelia (Sweet Amelia)                                                   | Elsbeth McCall      | Molly Clayton és Peter Mitchell | 2022. március 28. 2022. június 13.     |
| 238. | 23. | A tettek ára (Pay the Piper)                                                 | Peter Mitchell      | Történet: Paul Aitken, Simon McNabb, Noelle Girard, Christina Ray és Caleigh Bacchus Tévéjáték: Simon McNabb, Noelle Girard, Christina Ray és Caleigh Bacchus | 2022. április 4. 2022. június 20.      |
| 239. | 24. | Harmadik típusú találkozások (Close Encounters)                              | Peter Mitchell      | Történet: Paul Aitken, Simon McNabb, Noelle Girard, Christina Ray és Caleigh Bacchus Tévéjáték: Simon McNabb, Noelle Girard, Christina Ray és Caleigh Bacchus | 2022. április 11. 2022. június 20.     |

### 16. évad (2022–2023)
| Sor. | Év. | Cím                                                                                | Rendező              | Író                            | Premier                                |
| ---- | --- | ---------------------------------------------------------------------------------- | -------------------- | ------------------------------ | -------------------------------------- |
| 240. | 1.  | Kísértő halottak 1. rész (Sometimes They Come Back, Part 1)                        | Gary Harvey          | Peter Mitchell                 | 2022. szeptember 12. 2023. május 30.   |
| 241. | 2.  | Kísértő halottak 2. rész (Sometimes They Come Back, Part 2)                        | Gary Harvey          | Peter Mitchell                 | 2022. szeptember 19. 2023. június 6.   |
| 242. | 3.  | Írói dolgok (The Write Stuff)                                                      | Yannick Bisson       | Derek Schreyer                 | 2022. szeptember 26. 2023. június 13.  |
| 243. | 4.  | Ígéretes, fiatal hölgyek (Promising Young Ladies)                                  | Yannick Bisson       | Noelle Girard                  | 2022. október 3. 2023. június 20.      |
| 244. | 5.  | Murdoch, a szelíd motoros (Murdoch Rides Easy)                                     | Jason Furukawa       | Simon McNabb                   | 2022. október 10. 2023. június 27.     |
| 245. | 6.  | Isten bárányai (Clean Hands)                                                       | Eric McCormack       | Andrea Scott                   | 2022. október 17. 2023. július 4.      |
| 246. | 7.  | A szonikus merényletek (Murdoch and the Sonic Boom)                                | Dawn Sorokolit-Burke | Paul Aitken                    | 2022. október 24. 2023. július 11.     |
| 247. | 8.  | Még mindig tudom, mit tettél tavaly ősszel (I Still Know What You Did Last Autumn) | Dawn Sorokolit-Burke | Simon McNabb                   | 2022. október 31. 2023. október 31.    |
| 248. | 9.  | Nászút Hampshire-ben (Honeymoon in Hampshire)                                      | Laurie Lynd          | Derek Schreyer                 | 2022. november 7. 2023. július 18.     |
| 249. | 10. | Rohanj a halálba (Dash to Death)                                                   | Laurie Lynd          | Caleigh Bacchus                | 2022. november 14. 2023. július 25.    |
| 250. | 11. | Versenyfutás a halállal (D.O.A.)                                                   | Elsbeth McCall       | Peter Mitchell                 | 2022. november 21. 2023. augusztus 1.  |
| 251. | 12. | A porcelánszobor titka (Porcelain Maiden)                                          | Elsbeth McCall       | Simon McNabb                   | 2023. január 2. 2023. augusztus 8.     |
| 252. | 13. | Bosszú teszi az embert (Vengeance Makes the Man)                                   | Yuri Yakubiw         | Andrea Scott                   | 2023. január 9. 2023. augusztus 15.    |
| 253. | 14. | Itt a világvége (Murdoch at the End of the World)                                  | Jayson Clute         | Paul Aitken                    | 2023. január 16. 2023. augusztus 22.   |
| 254. | 15. | Katonabecsület (Breaking Ranks)                                                    | Gloria Ui Young Kim  | Julie Lacey                    | 2023. január 23. 2023. augusztus 29.   |
| 255. | 16. | Egy régi barát (An Avoidable Hinder)                                               | Gloria Ui Young Kim  | Maureen Jennings               | 2023. február 6. 2023. szeptember 5.   |
| 256. | 17. | Úriember Jones balladája (Ballad of Gentleman Jones)                               | Rama Rau             | Naben Ruthnum                  | 2023. február 13. 2023. szeptember 12. |
| 257. | 18. | Bűn és erény (Virtue and Vice)                                                     | Katie Boland         | Christina Ray                  | 2023. február 20. 2023. szeptember 19. |
| 258. | 19. | Mi történt Abigail Prescott-tal (Whatever Happened to Abigail Prescott)            | Jennifer Liao        | Caleigh Bacchus                | 2023. február 27. 2023. szeptember 26. |
| 259. | 20. | Gyilkosság a börtönben (Just Desserts)                                             | Jennifer Liao        | Noelle Girard                  | 2023. március 6. 2023. október 3.      |
| 260. | 21. | Gyilkosság F-dúrban (Murder in F Major)                                            | Gary Harvey          | Noelle Girard                  | 2023. március 20. 2023. október 10.    |
| 261. | 22. | Illatok és érzékek (Scents and Sensibility)                                        | Gary Harvey          | Jenny Lee                      | 2023. március 27. 2023. október 17.    |
| 262. | 23. | Nehéz búcsú, 1. rész (The Long Goodbye Part 1)                                     | Peter Mitchell       | Simon McNabb & Caleigh Bacchus | 2023. április 3. 2023. október 24.     |
| 263. | 24. | Nehéz búcsú, 2. rész (The Long Goodbye Part 2)                                     | Peter Mitchell       | Simon McNabb & Caleigh Bacchus | 2023. április 10. 2023. november 7.    |

### 17. évad (2023–2024)
| Sor. | Év. | Cím                                                        | Rendező             | Író                               | Premier                               |
| ---- | --- | ---------------------------------------------------------- | ------------------- | --------------------------------- | ------------------------------------- |
| 264. | 1.  | Cselekedj helyesen, 1. rész (Do the Right Things Part 1)   | Laurie Lynd         | Peter Mitchell                    | 2023. október 2. 2024. április 22.    |
| 265. | 2.  | Cselekedj helyesen, 2. rész (Do the Right Things Part 2)   | Laurie Lynd         | Peter Mitchell                    | 2023. október 9. 2024. április 23.    |
| 266. | 3.  | Murdoch és a Mona Lisa (Murdoch and the Mona Lisa)         | Gloria Ui Young Kim | Noelle Girard                     | 2023. október 16. 2024. április 24.   |
| 267. | 4.  | A hordó mélyén (Bottom of the Barrel)                      | Yuri Yakubiw        | Christina Ray                     | 2023. október 23. 2024. április 25.   |
| 268. | 5.  | Horror az állomáson (Station House of Horror)              | Yannick Bisson      | Simon McNabb                      | 2023. október 30. 2024. október 31.   |
| 269. | 6.  | Halál a megvilágosodásért (Dying to be Enlightened)        | Gloria Ui Young Kim | Keri Ferencz                      | 2023. november 6. 2024. április 26.   |
| 270. | 7.  | Könnyű millió (Cool Million)                               | Gary Harvey         | Simon McNabb                      | 2023. november 13. 2024. április 29.  |
| 271. | 8.  | A ház a fák között (The Cottage in the Woods)              | Sharon Lewis        | Caleigh Bacchus                   | 2023. november 20. 2024. április 30.  |
| 272. | 9.  | A karácsonyi lista (The Christmas List)                    | Katie Boland        | Caleigh Bacchus és Peter Mitchell | 2023. november 27. 2024. december 25. |
| 273. | 10. | Mrs. Crabtree szomszédsága (Mrs. Crabtree's Neighbourhood) | Katie Boland        | Jenny Lee                         | 2024. január 1. 2024. május 1.        |
| 274. | 11. | Egy súlyos esemény (A Heavy Event)                         | Elenore Lindo       | Maureen Jennings                  | 2024. január 8. 2024. május 2.        |
| 275. | 12. | Balszerencse (Wheel of Fortune)                            | Elenore Lindo       | Andrea Scott                      | 2024. január 15. 2024. május 3.       |
| 276. | 13. | Vonatút a semmibe (Train to Nowhere)                       | Elsbeth McCall      | Saleema Nawaz                     | 2024. január 22. 2024. május 6.       |
| 277. | 14. | A vészhelyzet illata (Smell of Alarm)                      | Gary Harvey         | Keri Ferenc                       | 2024. január 29. 2024. május 7.       |
| 278. | 15. | A limai kincs (Murdoch and the Treasure of Lima)           | Cazhhmere Downey    | Noelle Girard                     | 2024. február 5. 2024. május 8.       |
| 279. | 16. | James Wilde tiszteletes (Preacher Jimmy Wilde)             | Craig David Wallace | Peter Mitchell                    | 2024. február 12. 2024. május 10.     |
| 280. | 17. | A fantasztikus Mr. Fawkes (The Fantastic Mr. Fawkes)       | Jayson Clute        | Jason Whiting                     | 2024. február 19. 2024. május 13.     |
| 281. | 18. | Szellemek (Spirits in the Night)                           | Laurie Lynd         | Christina Ray                     | 2024. február 26. 2024. május 13.     |
| 282. | 19. | Egy igen meglepő kötés (A Most Surprising Bond)            | Jennifer Liao       | Keri Ferencz                      | 2024. március 4. 2024. május 14.      |
| 283. | 20. | Véres rapszódia (Rhapsody in Blood)                        | Elsbeth McCall      | Christina Ray                     | 2024. március 11. 2024. május 9.      |
| 284. | 21. | Gyilkosság eljegyzés után (Engaged to be Murdered)         | Jennifer Liao       | Julie Lacey                       | 2024. március 18. 2024. május 16.     |
| 285. | 22. | Miért énekel mindenki? (Why is Everybody Singing?)         | Laurie Lynd         | Paul Aitken                       | 2024. március 25.                     |
| 286. | 23. | Füst száll a szemébe (Smoke Gets in Your Eyes)             | Peter Mitchell      | Jenny Lee és Saleema Nawaz        | 2024. április 1. 2024. május 17.      |
| 287. | 24. | A jó ügy érdekében (For the Greater Good)                  | Peter Mitchell      | Noelle Girard                     | 2024. április 8. 2024. május 20.      |

### 18. évad (2024–2025)
| Sor. | Év. | Cím | Rendező             | Író                         | Premier                                |
| ---- | --- | --- | ------------------- | --------------------------- | -------------------------------------- |
| 288. | 1.  | Az újonc (The New Recruit)                                                                                          | Craig David Wallace | Peter Mitchell              | 2024. szeptember 30. 2025. április 27. |
| 289. | 2.  | Csak Murdoch a házban (Only Murdoch in the Building)                                                                | Katie Boland        | Simon McNabb                | 2024. október 7. 2025. április 27.     |
| 290. | 3.  | Mi a Dickens?! (What the Dickens?!)                                                                                 | Yannick Bisson      | Saleema Nawaz               | 2024. október 14. 2025. május 4.       |
| 291. | 4.  | Adj menedéket (Gimme Shelter)                                                                                       | Katie Boland        | Jenny Lee                   | 2024. október 21. 2025. május 4.       |
| 292. | 5.  | Sztárocska születik (A Starlet is Born)                                                                             | Duane Crichton      | Simon McNabb                | 2024. november 4. 2025. május 11.      |
| 293. | 6.  | A hiányzó láncszem (The Murdoch Link)                                                                               | Winnifred Jong      | Noelle Girard               | 2024. november 11. 2025. május 11.     |
| 294. | 7.  | Measure of My Dreams                                                                                                | Elsbeth McCall      | Peter Mitchell              | 2024. november 18.                     |
| 295. | 8.  | Üdvözöljük a Paradicsomban! (Welcome to Paradise)                                                                   | Elsbeth McCall      | Christina Ray               | 2025. január 6. 2025. május 18.        |
| 296. | 9.  | Amikor a gumi találkozik az úttal (When Rubber Meets the Road)                                                      | Laurie Lynd         | Keri Ferencz                | 2025. január 13. 2025. május 18.       |
| 297. | 10. | Akik eladták a világot (The Man Who Sold the World)                                                                 | Eleanore Lindo      | Peter Michell               | 2025. január 20. 2025. május 25.       |
| 298. | 11. | Bombák (Bombshells)                                                                                                 | Eleanore Lindo      | Noelle Girard               | 2025. január 27. 2025. május 25.       |
| 299. | 12. | Mandalaj csillaga (Star of Mandalay)                                                                                | Laurie Lynd         | Simon McNabb és Nick West   | 2025. február 3. 2025. június 1.       |
| 300. | 13. | A téves gyanúsított (The Wrong Man)                                                                                 | Craig Wallace       | Saleema Nawaz               | 2025. február 10. 2025. június 1.      |
| 301. | 14. | Kényelmes gyilkosság (A Murder Most Convenient)                                                                     | Sherren Lee         | Jenny Lee                   | 2025. február 13. 2025. június 8.      |
| 302. | 15. | Hazug ír szemek (When Irish Eyes are Lying)                                                                         | Gary Harvey         | Peter Mitchell és Nick West | 2025. február 24. 2025. június 8.      |
| 303. | 16. | Shakespeare szakálla (Shakespeare's Beard)                                                                          | Gary Harvey         | Maureen Jennings            | 2025. március 3. 2025. június 15.      |
| 304. | 17. | James Pendrick halála (The Death of James Pendrick)                                                                 | Mina Shum           | Simon McNabb                | 2025. március 10. 2025. június 15.     |
| 305. | 18. | George Crabtree közrendőr elképesztő kalandjai (The Incredible Astonishing Adventures of Constable George Crabtree) | Jayson Clute        | Simon McNabb                | 2025. március 17. 2025. június 22.     |
| 306. | 19. | A kutya öröksége (Heir of the Dog)                                                                                  | Sherren Lee         | Julie Lacey                 | 2025. március 24. 2025. június 22.     |
| 307. | 20. | Irány a posta (Going Postal)                                                                                        | Mina Shum           | Keri Ferencz                | 2025. március 31. 2025. június 29.     |
| 308. | 21. | Elektromos test (The Body Electric)                                                                                 | Peter Mitchell      | Noelle Girard               | 2025. április 7. 2025. június 29.      |
| 309. | 22. | Gondoskodunk a mieinkről (We Take Care of Our Own)                                                                  | Peter Mitchell      | Keri Ferencz                | 2025. április 14. 2025. július 6.      |

### 19. évad (2025–2026)
| Sor. | Év. | Cím | Rendező | Író | Premier |
| ---- | --- | --- | ------- | --- | ------- |

 Összes epizód név szerinti listája

### Karácsonyi különkiadások
| #  | Cím                                                                | Rendező         | Író                                      | Premier                               | Nézettség         |
| -- | ------------------------------------------------------------------ | --------------- | ---------------------------------------- | ------------------------------------- | ----------------- |
| 1. | Egy nagyon Murdoch karácsony (A Merry Murdoch Christmas)           | Michael McGowan | Peter Mitchell                           | 2015. december 21. 2020. december 24. | 1,97 millió n. a. |
| 2. | Egyszer volt egy Murdoch karácsony (Once Upon a Murdoch Christmas) | TW Peacocke     | Michelle Ricci, Carol Hay és Paul Aitken | 2016. december 12. 2020. december 25. | 1,40 millió n. a. |
| 3. | Karácsonyi kiruccanás (Home for the Holidays)                      | Gary Harvey     | Peter Mitchell és Simon McNabb           | 2017. december 18. 2020. december 26. | n. a. n. a.       |

## Fordítás
- Ez a szócikk részben vagy egészben  a   List of Murdoch Mysteries episodes című angol Wikipédia-szócikk ezen változatának fordításán alapul.  Az eredeti cikk szerkesztőit annak laptörténete sorolja fel. Ez a jelzés csupán a megfogalmazás eredetét és a szerzői jogokat jelzi, nem szolgál a cikkben szereplő információk forrásmegjelöléseként.